# Maré (Río de Janeiro)
El Complejo de Maré, o simplemente Maré, su nombre oficial, es un barrio de la ciudad de Río de Janeiro, Brasil. Se ubica en la Zona Norte de la ciudad. Su territorio fue delimitado por el decreto N° 7,980 del 12 de agosto de 1988. La Ley N° 2,119 del 19 de enero de 1994 lo incluyó dentro de la región administrativa de Maré. La región está conformada por un conglomerado de pequeños barrios, favelas y microbarrios. Dentro de se complejo hay diversas subdivisiones constituicas por establecimientos comerciales y conjuntos habitacionales. Con cerca de 130,000 habitantes en el 2010, posee uno de los complejos de comunidades más grandes del Río de Janeiro, consecuencia de los bajos indicadores de desarrollo social que caracterizan a la región. En el año 2000, el IDH era de 0.722, con lo que ocupaba el puesto 123º en el municipio de Río de Janeiro, mejor que Acari, Parque Columbia, Costa Barros y Complejo de Alemão.
El complejo ocupa una región en la orilla de la bahía de Guanabara, caracterizada por su vegetación de mangle. Ocupada desde mediados del siglo XX por palafitos, los mangles, que sufrían los efectos de las mareas, fueron poco a poco ganados al mar con escombros de desechos de obras en barrios vecinos. 
La faja de tierra litoral congrega aproximadamente, dieciséis subdivisiones, usualmente llamadas "comunidades", que se extienden por 426.88 hectáreas cercanas a la Avenida Brasil y la orilla de la bahía. Es cruzado por la Vía Expresa Presidente João Goulart y por la Avenida Governador Carlos Lacerda. 